# スルファレン
スルファレン（Sulfalene(INN, USAN)）もしくはスルファメトピラジン（sulfametopyrazine (BAN)） は長時間作用型のサルファ剤で、慢性気管支炎、尿路感染症、マラリアの治療に用いられる。 2014年現在、まだ販売されているのはタイとアイルランドの2か国だけである。
Farmitaliaの研究者によって発見され、1960年に初めて発表され、Kelfizinaとして販売された。

## 関連記事
- スルファドキシン